# 에리카 캐롤
에리카 캐롤(Erica Carroll)은 캐나다의 배우, 텔레비전 배우이다.
브리티시컬럼비아주에서 태어났다.

## 방송
- 웬 콜스 더 하트 시즌2
- 수퍼내추럴 시즌10
- 웬 콜스 더 하트 시즌1
- 수퍼내추럴 시즌9